# Ballana extera
Ballana extera är en insektsart som beskrevs av Delong 1964. Ballana extera ingår i släktet Ballana och familjen dvärgstritar. Inga underarter finns listade i Catalogue of Life.